# Булдыга
Булдыга — село в Атюрьевском районе Республики Мордовия. Входит в состав Курташкинского сельского поселения.

## История
В «Списке населённых мест Пензенской губернии за 1869» Булдыга казенное село из 45 дворов входящая в состав Краснослободского уезда.

## Население
| 2002 | 2010 |
| ---- | ---- |
| 4    | ↘1   |

Национальный состав
Согласно результатам Всероссийской переписи населения 2002 года, в национальной структуре населения русские составляли 100 %.

## Уроженцы
- Коновалов, Фёдор Федулович — участник Великой Отечественной войны, Герой Советского Союза